# Sita (cràter)
Sita és un petit cràter d'impacte a la cara oculta de la Lluna. És a prop del centre del cràter King, al vessant sud del Mons Ganau.

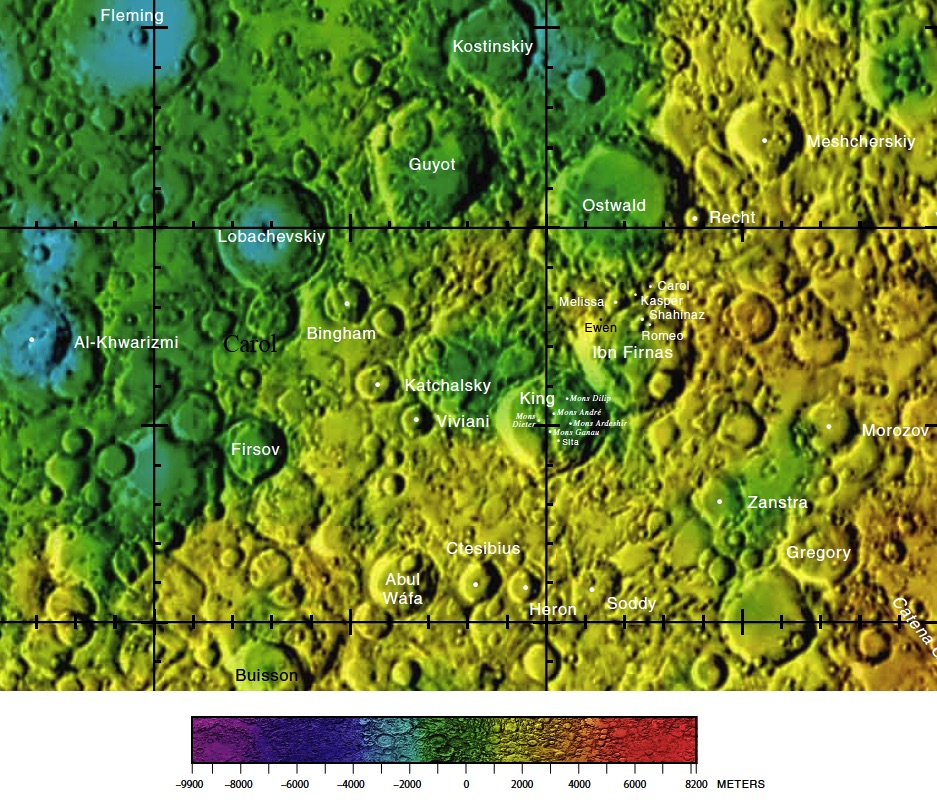
Localització de Sita, al sud-sud-est del centre de King

L'impacte té una marcada forma de bol, a causa de la seua considerable profunditat (362 m) i el seu reduït diàmetre. És un impacte relativament recent, amb un doll de materials d'ejecció brillants orientat cap a l'est. Fa l'efecte d'haver colpejat el pendent del que sembla un lliscament de terra des de la vora sud, i que acaba a prop de la part dels pics centrals del Mons Ganau.

## Designació
El nom procedeix d'una designació originàriament no oficial, continguda a la pàgina 65C1/S1 de la sèrie de plànols de la Lunar Topophotomap de la NASA, que fou adoptada per la UAI al 1976.

## Referències

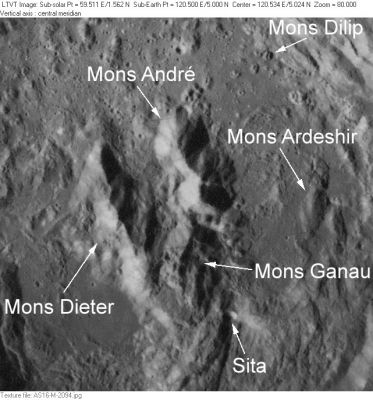
Entorn de Sita. Imatge presa des de l'Apol·lo 16